# Olympische Sommerspiele 1900/Boule
Bei den Olympischen Spielen 1900, eigentlich Internationale Wettbewerbe für Leibesübungen und Sport, fand ein Wettbewerb im Boule statt. Dieser Wettbewerb war aber kein durch das Internationale Olympische Komitee (IOC) anerkannter offizieller Bestandteil der Olympischen Sommerspiele.
Der Boules-Wettbewerb fand in Saint-Mandé statt, es fanden insgesamt zwei Wettbewerbe statt, in beiden nahmen lediglich französische Spieler teil.

## Jeu lyonnais
| Platz | Land | Athleten                                  |
| ----- | ---- | ----------------------------------------- |
| 1     | FRA  | Amédée Mouranchon, Clapier, Gaud, Bouvier |
| 2     | FRA  | Carrier, Correiller, Billard, Jussel      |

## Partie de Berges
| Platz | Land | Athleten                                |
| ----- | ---- | --------------------------------------- |
| 1     | FRA  | Lougnol, Chevallier, Couffo, Guilloteau |
| 2     | FRA  | N. N.                                   |